# Fältviva
Fältviva (Androsace maxima) är en viveväxtart som beskrevs av Carl von Linné. Enligt Catalogue of Life ingår Fältviva i släktet grusvivor och familjen viveväxter, men enligt Dyntaxa är tillhörigheten istället släktet grusvivor och familjen viveväxter. Arten förekommer tillfälligt i Sverige, men reproducerar sig inte.

## Underarter
Arten delas in i följande underarter:
- A. m. caucasica
- A. m. maxima

## Bildgalleri

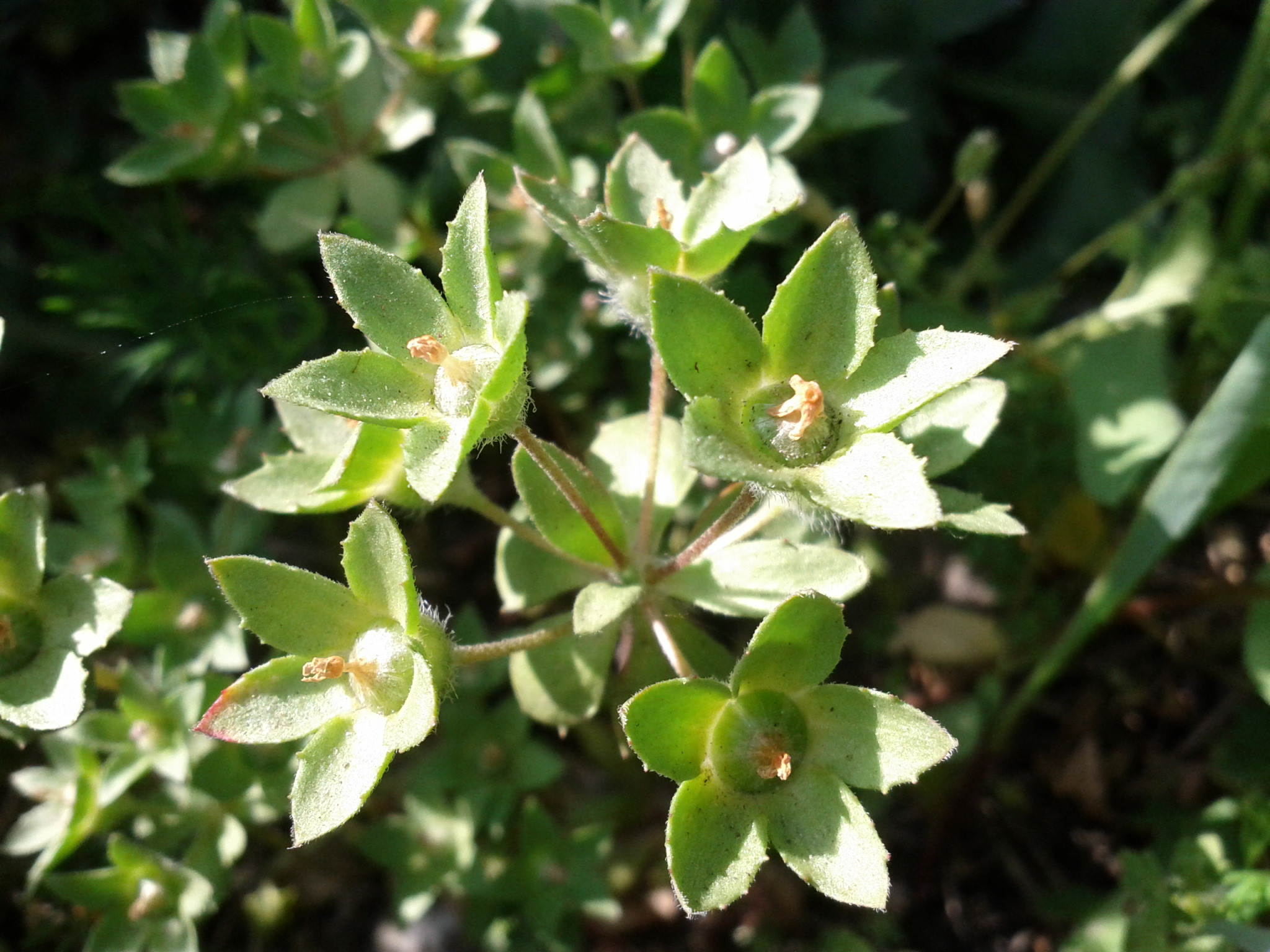
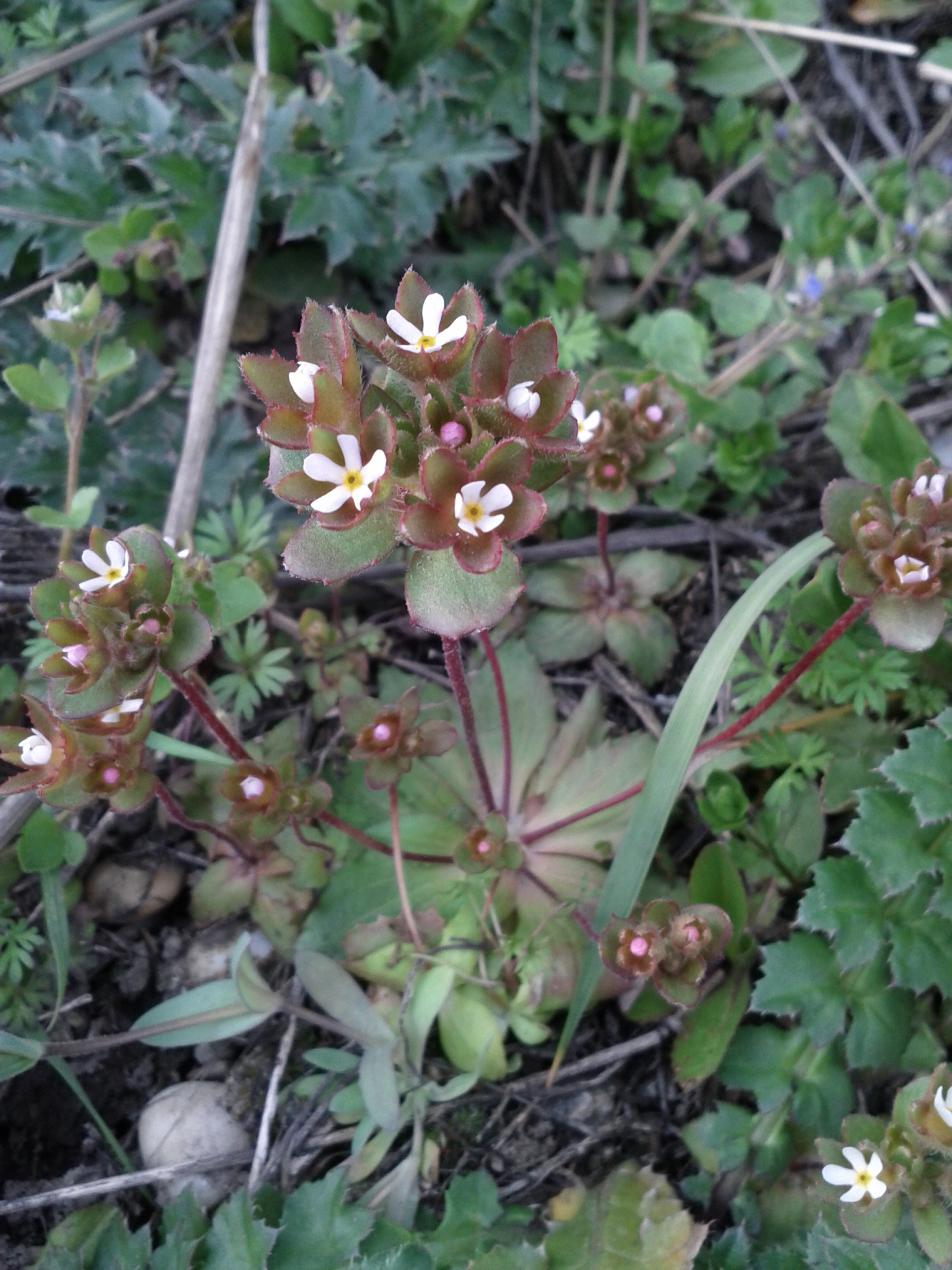
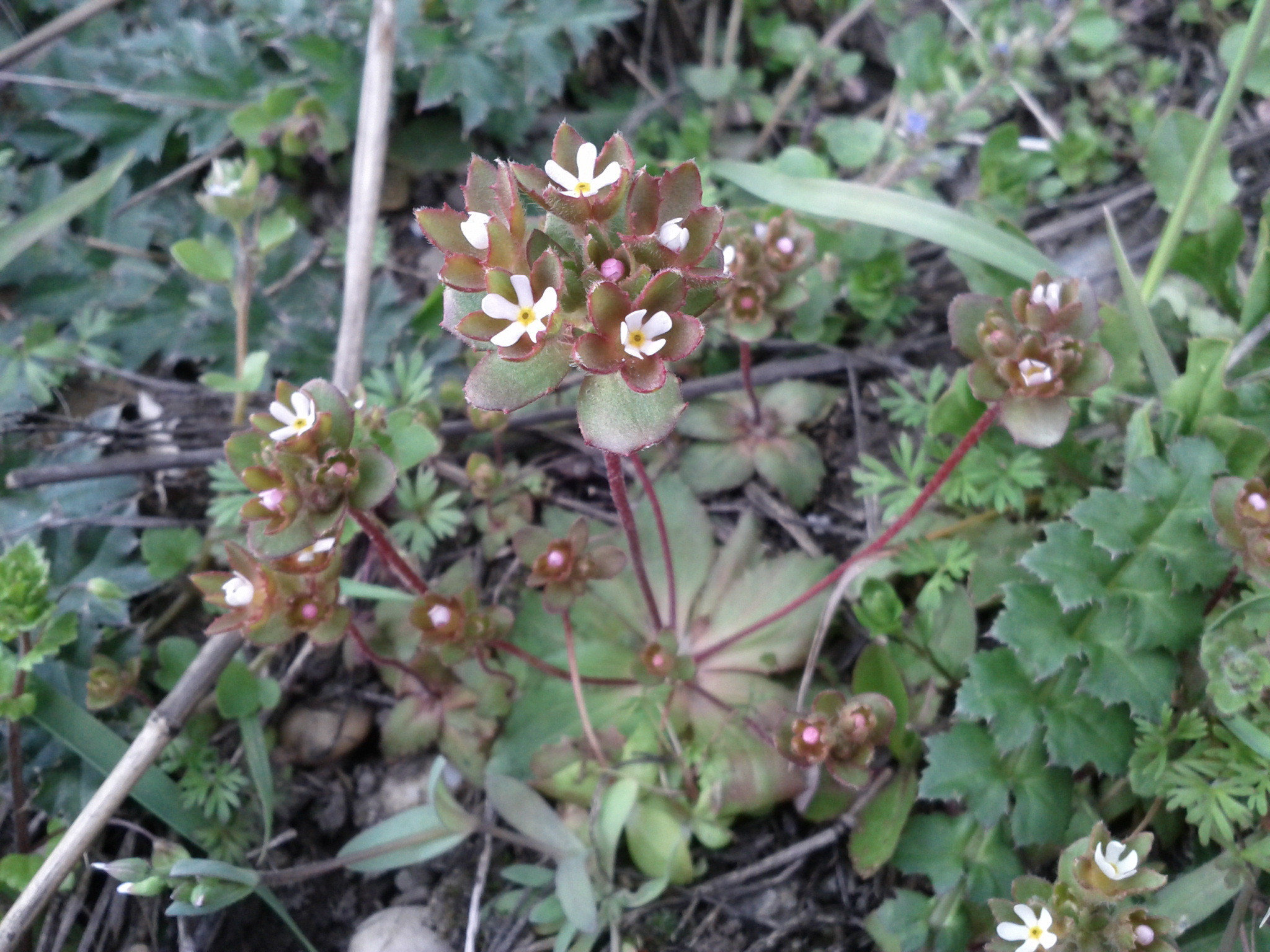
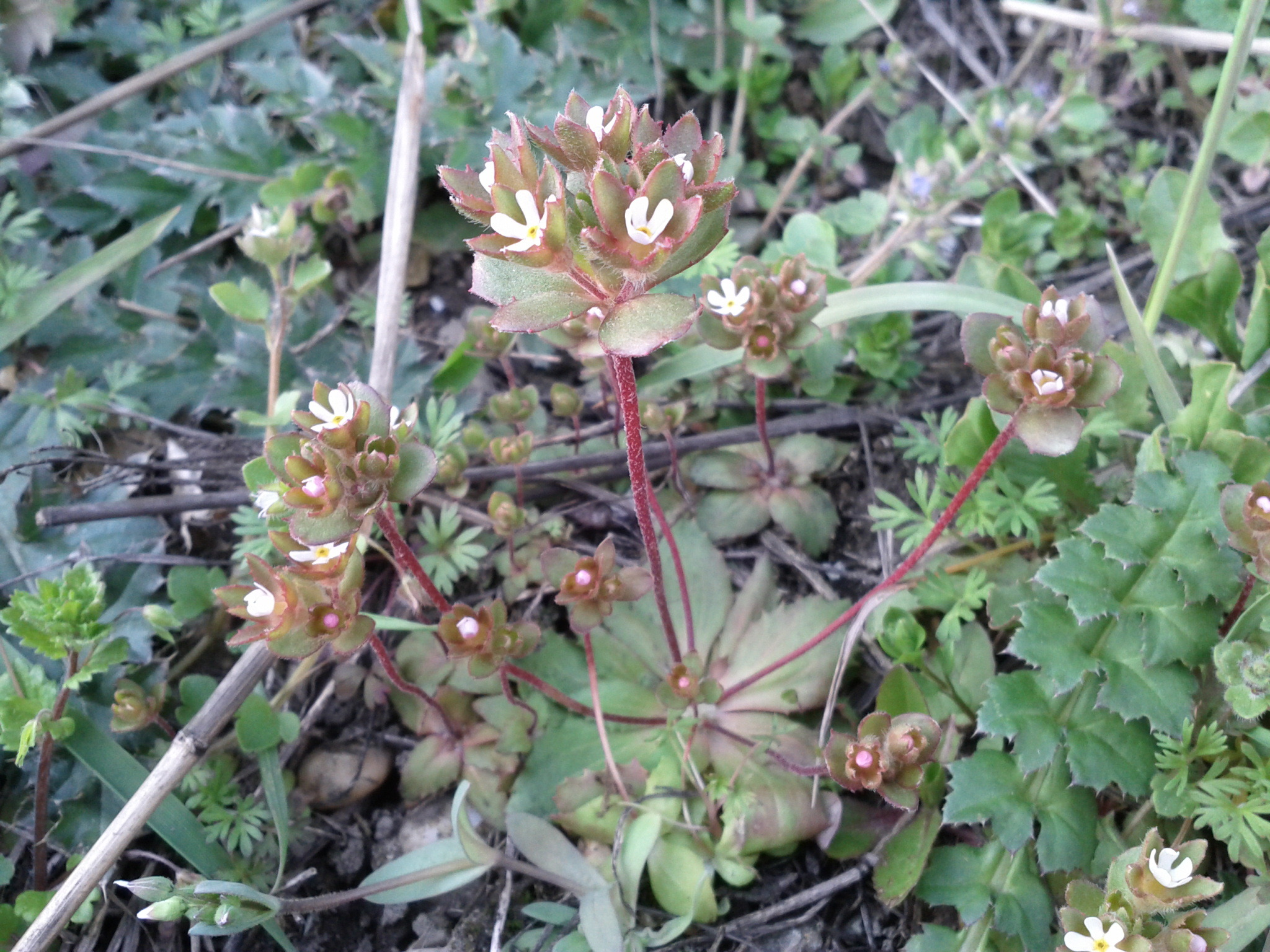
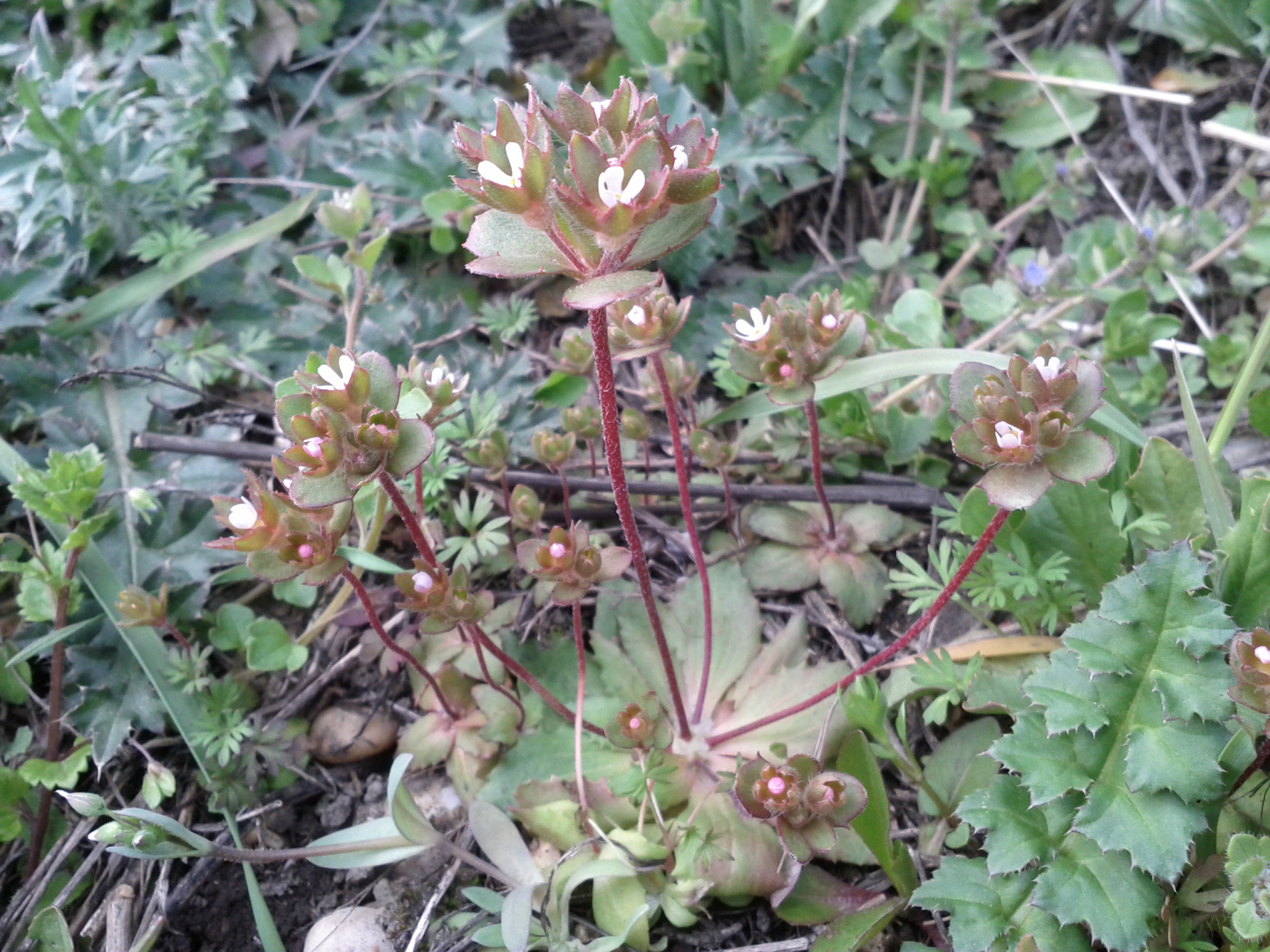
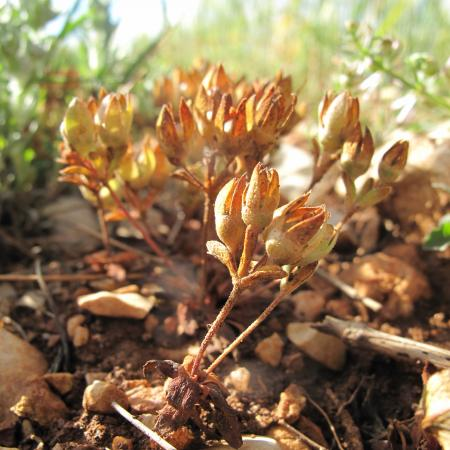